# Samuel Crompton
Samuel Crompton (3 tháng 12 năm 1753 - 26 tháng 6 năm 1827) là một nhà phát minh người Anh. Ông là người đi tiên phong của ngành công nghiệp kéo sợi. Phát triển công việc của James Hargreaves và Richard Arkwright ông đã phát minh ra máy xe sợi, một thiết bị đã cách mạng hóa ngành công nghiệp này trên toàn thế giới.

## Tham khảo

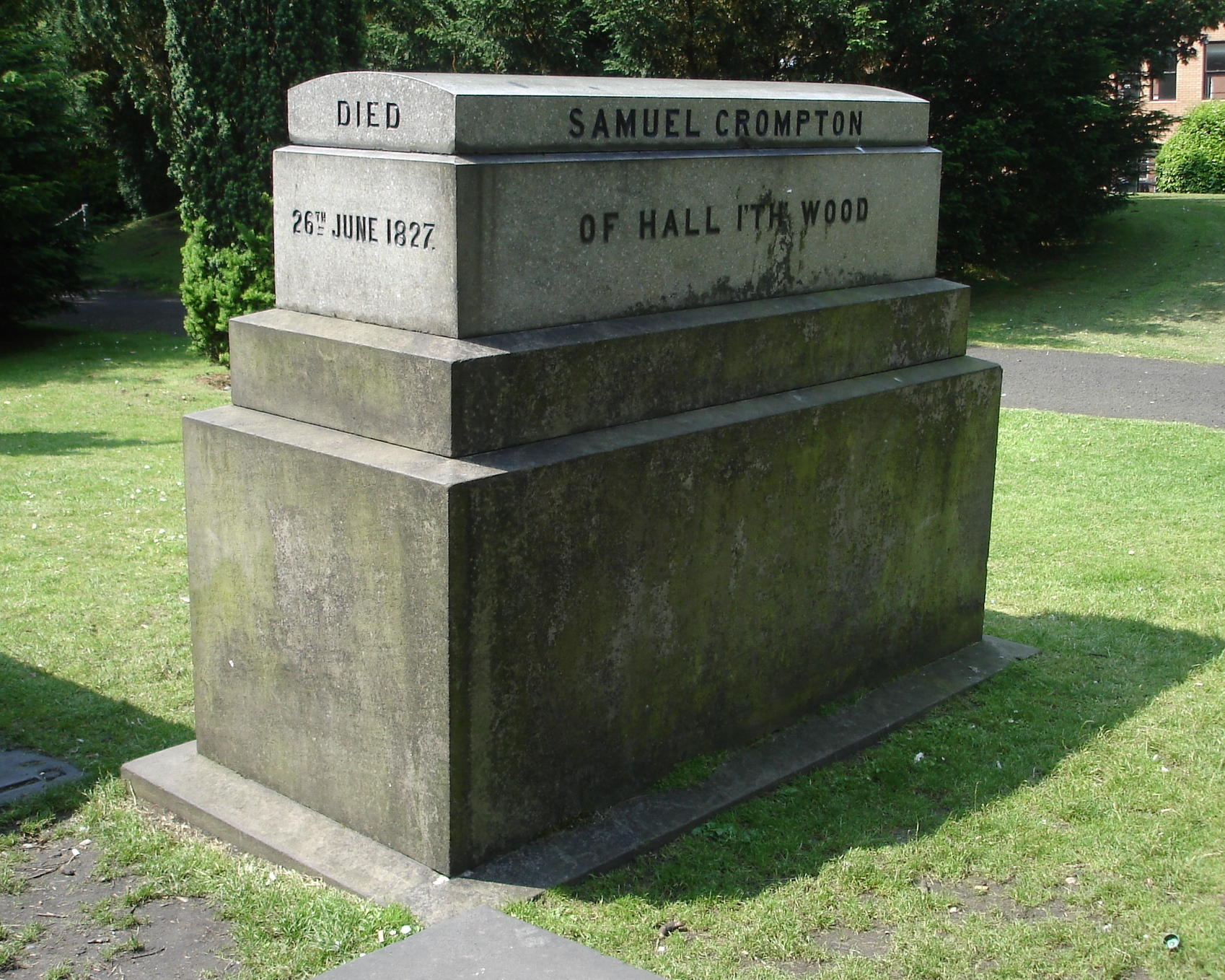
Mộ Samuel Crompton, St Peter's churchyard, Bolton, Vương quốc Anh.

### Sách tiểu sử
- French, Gilbert J. (1859). The Life and Times of Samuel Crompton, Inventor of the Spinning Machine Called the Mule. London: Simpkin, Marshall, and Company.
- Daniels, George William (1920). The Early English Cotton Industry: With Some Unpublished Letters of Samuel Crompton. London: Longmans, Green, and Company.- contains a photograph of a statue of Crompton
- Baines, Edward (1835), History of the cotton manufacture in Great Britain;, London: H. Fisher, R. Fisher, and P. Jackson
- Timmins, Geoffrey (1996), Four Centuries of Lancashire Cotton, Preston: Lancashire County Books, tr. 92, ISBN 1-871236-41-X